# 弗雷德·盖奇
弗雷德·盖奇（英語：Fred "Rusty" Gage，1950年10月8日—）是一位美国遗传学家，曾任索尔克研究所所长，2003年当选美国国家科学院院士，2008年获庆应医学奖。